# Marie Schrader
Marie Schrader è un personaggio immaginario della serie AMC Breaking Bad e della sua serie spin-off Better Call Saul. Interpretata da Betsy Brandt, è la sorella di Skyler White, la moglie di Hank e la cognata di Walter White.

## Storia del personaggio
Marie Schrader (il cui nome di battesimo è Marie Lambert) è una tecnica radiologica che vive con suo marito Hank, un agente della DEA, ad Albuquerque, nel New Mexico. La coppia ha uno stretto rapporto con la famiglia della sorella maggiore di Marie, Skyler, la quale è sposata con il professore di chimica Walter White, ha un figlio adolescente di nome Walter Jr. e una figlia in arrivo (che successivamente verrà chiamata Holly). 
Walt scopre di avere un gravissimo cancro ai polmoni e inizialmente lo tiene nascosto alla famiglia. Quando lo rivela ad Hank e a Marie, i due si offrono di aiutarli con le cure mediche. Walt in un primo momento rifiuta il trattamento, al che Marie si schiera dalla sua parte. Durante una festa per l'imminente nascitura, Marie regala a Skyler una costosa tiara da bambino in oro bianco; quando Skyler va a restituirla in negozio, scopre che Marie l'ha rubata. L'accusano di furto, ma riesce ad andarsene con una scusa e affronta Marie sull'accaduto, sebbene quest'ultima neghi di aver commesso il furto.
In seguito all'accaduto, Skyler inizia a ignorare Marie e Hank le confida che Marie sta andando in terapia per dei problemi non meglio specificati, supplicandola di fare pace con lei, sebbene Skyler replichi che la sua situazione è peggiore di quella della sorella. Viene poi rivelato che Marie soffre di cleptomania e Skyler la costringe a scusarsi con lei per la tiara rubata durante una festa di celebrazione per la promozione di Hank. Quando quest'ultimo viene colpito dal disturbo da stress post-traumatico dopo aver rischiato la vita, Marie diventa la sua principale fonte di conforto e sostegno.
Successivamente, Hank aggredisce violentemente Jesse Pinkman e viene privato della pistola. Ciò lo rende vulnerabile all'attacco dei cugini Salamanca, ma lui riesce a ucciderli, pur rimanendo ferito gravemente; Marie rimprovera il capo e il partner di Hank per averlo lasciato senza protezione. La donna resta sconvolta nell'apprendere che il loro piano sanitario non coprirà i costi delle cure di Hank, che rischia di rimanere paralizzato a vita. Skyler si offre di aiutarla a pagare le spese, sostenendo che possono permetterselo in quanto Walt è diventato un ottimo giocatore di azzardo (per nascondere la sua vera attività di signore della droga) e Marie accetta. Hank non è convinto all'idea di tornare a casa dall'ospedale, ma Marie lo convince vincendo una scommessa in cui riesce a masturbarlo.
A casa, Hank diventa depresso per la sua condizione, ossessionandosi alla raccolta e catalogazione di minerali e diventando verbalmente aggressivo verso Marie. Sempre più frustrata, Marie riprende a rubare, visitando delle case aperte degli immobili e inventandosi storie diverse sulla sua identità, finché non viene scoperta e arrestata, costringendo Hank a liberarla dall'accusa.
In vista del cinquantunesimo compleanno di Walt, mentre sta parlando con Skyler, Marie assiste sconvolta a un suo esaurimento nervoso dopo che le ha consigliato di non fumare. Ne parla con Walt, il quale le racconta che Sklyer ha avuto una relazione extraconiugale con il collega Ted Beneke e che l'esaurimento è stato dovuto all'incidente avvenuto all'uomo poco tempo prima. Dati i problemi matrimoniali tra Walt e Skyler, Marie si offre di ospitare Walter Jr. e Holly; Skyler viene tentata di rivelare alla sorella le attività criminali di Walt, ma desiste in quanto Marie è convinta che i recenti problemi derivino dalla relazione tra Skyler e Ted. In seguito, Marie incoraggia Skyler a riconciliarsi con Walt.
Alla fine, Hank scopre l'identità criminale assunta da Walt e ne parla con Marie. La donna affronta Skyler e la schiaffeggia nell'apprendere che sapeva tutto anche prima che attentassero alla vita di Hank; poi cerca di rapire Holly, ma Hank le ordina di restituire la bambina e Marie gli impone di arrestare Walt a qualunque costo. I tentativi della coppia vengono vanificati quando Walt realizza un filmato nel quale accusa Hank di essere Heisenberg (alias assunto da Walt nel mondo della criminalità), ma in seguito Jesse si offre di aiutarli a far arrestare Walt. Hank riesce apparentemente ad arrestare Walt e chiama Marie per comunicarle la notizia, ma subito dopo viene ucciso da Jack Welker. Nel frattempo, Marie accetta di riconciliarsi con Skyler a patto che racconti tutto a Walter Jr.; tuttavia, Walt torna a casa facendo intendere che sia capitato qualcosa ad Hank, ha una colluttazione con Skyler e, dopo che Walter Jr. prende le difese dalla madre, scappa con Holly. Successivamente Walt restituisce Holly e chiama Skyler per discolparla da quanto accaduto agli occhi della polizia, rivelando anche che Hank è morto. La banda di Jack fa irruzione in casa di Marie e trova il nastro della confessione di Jesse, quindi Marie viene portata in una casa sicura.
Due mesi dopo la morte di Walt, Marie viene chiamata a testimoniare contro l'avvocato Saul Goodman, accusato di aver aiutato Walt nei suoi affari criminali e di aver portato di conseguenza alla morte di Hank. Marie esprime profondo disgusto nello scoprire che Saul potrebbe patteggiare, ma, al processo, Goodman dà una piena confessione dei suoi crimini e viene condannato.

## Sviluppo
Nel febbraio 2007, Betsy Brandt venne scritturata in Breaking Bad nel cast principale. Descrisse Marie come una "cagna" quando il personaggio è stato presentato per la prima volta, ma osservò che alla fine il pubblico avrebbe scoperto un suo lato più nascosto. Anche Brandt aveva una sorella maggiore di diversi anni, che ha messo in relazione con il rapporto tra Marie e Skyler. È stata di Brandt l'idea di rendere Marie una tecnica di radiologia, in quanto non voleva che fosse un medico o un'infermiera, ma una professionista medica. Per quasi tutta la serie, Marie veste sempre di viola; il creatore Vince Gilligan ha spiegato che ha un valore simbolico sul fatto che il personaggio venga sempre tratto in inganno. Quando gli è stato chiesto se la scena in cui Marie apprende che le attività criminali di Walt hanno quasi portato alla morte di Hank nella terza stagione l'ha spinta "oltre il limite", Brandt ha risposto: "Che in qualche modo  [Walt e Skyler] sarebbero disposti a mettere a repentaglio la vita di Hank e poi mentirle al riguardo - è molto da digerire. Il grande momento di svolta è stato quando Marie ha scoperto che Walt e Skyler erano disposti a farlo. Sarebbe stato abbastanza difficile [scoprire] che solo Walt lo sapeva. Ma il fatto che Skyler lo sapesse e che avesse Marie preoccuparsi senza dirle nulla? E' semplicemente doloroso".
Gilligan ha rivelato che avrebbe voluto che Marie facesse un'apparizione cameo nel finale della seconda stagione di Better Call Saul, Klick, ma gli sceneggiatori si sono opposti, ritenendola una fonte di distrazione per il pubblico. Gillian ha preso in considerazione anche di includere Marie nel film El Camino, ma ha desistito in quanto riteneva che il film si sarebbe dovuto concentrare solo sugli aspetti e le persone più importanti nella vita di Jesse. Marie è apparsa nel finale della serie Better Call Saul, Conviene salutare Saul.

## Accoglienza
Lo scrittore Brad Klypchak ha collegato il comportamento cleptomane di Marie al vuoto emotivo dell'abbondanza materiale. Nel finale di Breaking Bad, Marie veste di bianco e nero invece del suo solito viola; secondo Matthew Wilkinson di Screen Rant, serve a simboleggiare il suo dolore.

## Citazioni e omaggi
- In occasione della premiere di El Camino a Los Angeles nel 2019, Betsy Brandt ha aperto a Los Angeles la Breaking Bad Experience, durante la quale è stato presentato il dessert Marie's Purple Cake (Template:Let).
- Nel 2023, la il gruppo musicale statunitense Power-Pop Scoopski ha pubblicato il soingolo I Agree, Marie, il cui testo cita le tendenze cleptomani di Marie Schrader. La canzone è stata elogiata e condivisa da Betsy Brandt sul suo account Twitter.